# Roy Krishna
Roy Krishna (Labasa, 30 agosto 1987) è un calciatore e giocatore di calcio a 5 figiano, attaccante svincolato della nazionale figiana, di cui è capitano.

## Caratteristiche tecniche
È una punta centrale che può giocare anche ai lati di un tridente.

## Carriera

### Club
Nel gennaio 2008 Roy Krishna passò dal club figiano del Labasa al Waitakere United. Nel marzo 2008 fece un provino nel Wellington Phoenix. Nella stagione 2012-2013 è stato il capocannoniere del campionato neozelandese con 12 reti.
Nel marzo 2009, il PSV Eindhoven si dichiarò interessato al giocatore ed ebbe l'idea di acquistarlo, ma egli fu opzionato dal Wellington Phoenix.
Nell'estate del 2013, il Derby County si interessò a lui e gli offrì un provino che gli fu impedito di svolgere per motivi burocratici. L'11 dicembre 2013 ha segnato un gol nel Mondiale per club 2013, nella partita del primo turno persa per 2-1 dall'Auckland City contro il Raja Casablanca.
In carriera ha segnato complessivamente 17 gol in 27 presenze nella OFC Champions League.
Segna la sua prima rete nella partita persa dai Wellington Phoenix per 2-1 contro Perth Glory e nel ritorno contro i Perth segna una doppietta che permette la vittoria della sua squadra per 2-1

### Nazionale
Krishna esordì nella nazionale di Figi nei Giochi del Pacifico 2007, giocando poi le qualificazioni al mondiale del 2010. In 8 presenze ha siglato 4 gol, 2 dei quali nel match contro la Nuova Zelanda vinto per 2-0 a Lautoka. Nel 2010 ha fatto parte della nazionale figiana di calcio a 5 che ha preso parte all'OFC Futsal Championship 2010. Viene convocato per l'Olimpiade 2016 in Brasile e nella partita con il Messico, persa 1-5, segna il primo e unico gol della nazionale figiana a un'Olimpiade.
Con 56 partite giocate detiene il record di presenze con la nazionale figiana, di cui è anche capocannoniere con 42 goal segnati.

## Statistiche

### Presenze e reti nei club
| Stagione               | Squadra                | Campionato             | Campionato | Campionato | Coppe nazionali | Coppe nazionali | Coppe nazionali | Coppe continentali | Coppe continentali | Coppe continentali | Altre coppe | Altre coppe | Altre coppe | Totale | Totale |
| Stagione               | Squadra                | Comp                   | Pres       | Reti       | Comp            | Pres            | Reti            | Comp               | Pres               | Reti               | Comp        | Pres        | Reti        | Pres   | Reti   |
| ---------------------- | ---------------------- | ---------------------- | ---------- | ---------- | --------------- | --------------- | --------------- | ------------------ | ------------------ | ------------------ | ----------- | ----------- | ----------- | ------ | ------ |
| 2019-2020              | ATK                    | ISL                    | 18+3       | 14+1       | CI              | -               | -               | -                  | -                  | -                  | -           | -           | -           | 21     | 15     |
| 2020-2021              | ATK Mohun Bagan        | ISL                    | 20+3       | 14         | -               | -               | -               | AFC                | 4                  | 1                  | -           | -           | -           | 27     | 15     |
| 2021-2022              | ATK Mohun Bagan        | ISL                    | 14+2       | 5+2        | -               | -               | -               | AFC Cup            | 3                  | 1                  | -           | -           | -           | 19     | 8      |
| Totale ATK Mohun Bagan | Totale ATK Mohun Bagan | Totale ATK Mohun Bagan | 39         | 21         |                 | -               | -               |                    | 7                  | 2                  |             | -           | -           | 46     | 23     |
| 2022-2023              | Bengaluru              | ISL                    | 18+4       | 6          | SC              | 5               | 1               | -                  | -                  | -                  | DC          | 6           | 3           | 33     | 10     |
| 2023-2024              | Odisha                 | ISL                    | 22+3       | 12+1       | SC              | 5               | 0               | AFC Cup            | 8                  | 2                  | DC          | 0           | 0           | 38     | 15     |
| 2024-2025              | Odisha                 | ISL                    | 9          | 3          | SC              | 0               | 0               | -                  | -                  | -                  | DC+BT       | -+3         | -+3         | 12     | 6      |
| Totale Odisha          | Totale Odisha          | Totale Odisha          | 34         | 16         |                 | 5               | 0               |                    | 8                  | 2                  |             | 3           | 3           | 50     | 21     |
| Totale carriera        | Totale carriera        | Totale carriera        | 115        | 58         |                 | 10              | 1               |                    | 15                 | 4                  |             | 9           | 6           | 149    | 69     |

### Cronologia presenze e reti in nazionale
| Cronologia completa delle presenze e delle reti in nazionale ― Figi | Cronologia completa delle presenze e delle reti in nazionale ― Figi | Cronologia completa delle presenze e delle reti in nazionale ― Figi | Cronologia completa delle presenze e delle reti in nazionale ― Figi | Cronologia completa delle presenze e delle reti in nazionale ― Figi | Cronologia completa delle presenze e delle reti in nazionale ― Figi | Cronologia completa delle presenze e delle reti in nazionale ― Figi | Cronologia completa delle presenze e delle reti in nazionale ― Figi |
| Data                                                                | Città                                                               | In casa                                                             | Risultato                                                           | Ospiti                                                              | Competizione                                                        | Reti                                                                | Note                                                                |
| ------------------------------------------------------------------- | ------------------------------------------------------------------- | ------------------------------------------------------------------- | ------------------------------------------------------------------- | ------------------------------------------------------------------- | ------------------------------------------------------------------- | ------------------------------------------------------------------- | ------------------------------------------------------------------- |
| 26-8-2007                                                           | Apia                                                                | Figi                                                                | 16 – 0                                                              | Tuvalu                                                              | Qual. Mondiali 2010                                                 | 3                                                                   |                                                                     |
| 28-8-2007                                                           | Apia                                                                | Figi                                                                | 4 – 0                                                               | Isole Cook                                                          | Qual. Mondiali 2010                                                 | -                                                                   | 64’                                                                 |
| 4-9-2007                                                            | Apia                                                                | Figi                                                                | 1 – 1                                                               | Nuova Caledonia                                                     | Qual. Mondiali 2010                                                 | -                                                                   |                                                                     |
| 5-9-2007                                                            | Apia                                                                | Figi                                                                | 3 – 0                                                               | Vanuatu                                                             | Qual. Mondiali 2010                                                 | 1                                                                   | 63’                                                                 |
| 7-9-2007                                                            | Apia                                                                | Nuova Caledonia                                                     | 1 – 0                                                               | Figi                                                                | Qual. Mondiali 2010                                                 | -                                                                   | 52’                                                                 |
| 17-10-2007                                                          | Lautoka                                                             | Figi                                                                | 0 – 2                                                               | Nuova Zelanda                                                       | Qual. Mondiali 2010                                                 | -                                                                   |                                                                     |
| 17-11-2007                                                          | Ba                                                                  | Figi                                                                | 3 – 3                                                               | Nuova Caledonia                                                     | Qual. Mondiali 2010                                                 | -                                                                   |                                                                     |
| 21-11-2007                                                          | Numea                                                               | Nuova Caledonia                                                     | 4 – 0                                                               | Figi                                                                | Qual. Mondiali 2010                                                 | -                                                                   | 46’                                                                 |
| 6-9-2008                                                            | Ba                                                                  | Figi                                                                | 2 – 0                                                               | Vanuatu                                                             | Qual. Mondiali 2010                                                 | -                                                                   |                                                                     |
| 10-9-2008                                                           | Port Vila                                                           | Vanuatu                                                             | 2 – 1                                                               | Figi                                                                | Qual. Mondiali 2010                                                 | -                                                                   |                                                                     |
| 10-9-2008                                                           | Auckland                                                            | Nuova Zelanda                                                       | 0 – 2                                                               | Figi                                                                | Qual. Mondiali 2010                                                 | 2                                                                   |                                                                     |
| 13-7-2011                                                           | Labasa                                                              | Figi                                                                | 2 – 0                                                               | Vanuatu                                                             | Amichevole                                                          | -                                                                   |                                                                     |
| 15-7-2011                                                           | Lautoka                                                             | Figi                                                                | 1 – 2                                                               | Vanuatu                                                             | Amichevole                                                          | -                                                                   |                                                                     |
| 17-8-2011                                                           | Suva                                                                | Figi                                                                | 3 – 0                                                               | Samoa                                                               | Amichevole                                                          | 1                                                                   |                                                                     |
| 18-8-2011                                                           | Suva                                                                | Figi                                                                | 5 – 1                                                               | Samoa                                                               | Amichevole                                                          | 3                                                                   |                                                                     |
| 27-8-2011                                                           | Boulari                                                             | Figi                                                                | 3 – 0                                                               | Tahiti                                                              | Amichevole                                                          | -                                                                   |                                                                     |
| 30-8-2011                                                           | Boulari                                                             | Figi                                                                | 9 – 0                                                               | Kiribati                                                            | Amichevole                                                          | 3                                                                   |                                                                     |
| 3-9-2011                                                            | Numea                                                               | Isole Cook                                                          | 1 – 4                                                               | Figi                                                                | Amichevole                                                          | 1                                                                   | 85’                                                                 |
| 9-9-2011                                                            | Boulari                                                             | Tahiti                                                              | 2 – 1                                                               | Figi                                                                | Amichevole                                                          | -                                                                   | 45’                                                                 |
| 2-6-2012                                                            | Honiara                                                             | Figi                                                                | 0 – 1                                                               | Nuova Zelanda                                                       | Qual. Mondiali 2014                                                 | -                                                                   |                                                                     |
| 4-6-2012                                                            | Honiara                                                             | Figi                                                                | 0 – 0                                                               | Isole Salomone                                                      | Qual. Mondiali 2014                                                 | -                                                                   | 65’                                                                 |
| 6-6-2012                                                            | Honiara                                                             | Papua Nuova Guinea                                                  | 1 – 1                                                               | Figi                                                                | Qual. Mondiali 2014                                                 | -                                                                   | 83’                                                                 |
| 10-11-2015                                                          | Port Vila                                                           | Vanuatu                                                             | 2 – 1                                                               | Figi                                                                | Amichevole                                                          | 1                                                                   |                                                                     |
| 28-5-2016                                                           | Port Moresby                                                        | Nuova Zelanda                                                       | 3 – 1                                                               | Figi                                                                | Qual. Mondiali 2018                                                 | 1                                                                   | cap.                                                                |
| 31-5-2016                                                           | Port Moresby                                                        | Isole Salomone                                                      | 0 – 1                                                               | Figi                                                                | Qual. Mondiali 2018                                                 | 1                                                                   |                                                                     |
| 4-6-2016                                                            | Port Moresby                                                        | Figi                                                                | 2 – 3                                                               | Vanuatu                                                             | Qual. Mondiali 2018                                                 | 1                                                                   | cap.                                                                |
| 27-6-2016                                                           | Nadi                                                                | Figi                                                                | 1 – 1                                                               | Malaysia                                                            | Amichevole                                                          | 1                                                                   | cap.                                                                |
| 25-3-2017                                                           | Lautoka                                                             | Figi                                                                | 0 – 2                                                               | Nuova Zelanda                                                       | Qual. Mondiali 2018                                                 | -                                                                   | cap.                                                                |
| 28-3-2017                                                           | Wellington                                                          | Nuova Zelanda                                                       | 2 – 0                                                               | Figi                                                                | Qual. Mondiali 2018                                                 | -                                                                   | cap.                                                                |
| 7-6-2017                                                            | Lautoka                                                             | Figi                                                                | 2 – 2                                                               | Nuova Caledonia                                                     | Qual. Mondiali 2018                                                 | 1                                                                   | 50’                                                                 |
| 11-6-2017                                                           | Numea                                                               | Nuova Caledonia                                                     | 2 – 1                                                               | Figi                                                                | Qual. Mondiali 2018                                                 | -                                                                   | 52’                                                                 |
| 2-9-2017                                                            | Bekasi                                                              | Indonesia                                                           | 0 – 0                                                               | Figi                                                                | Amichevole                                                          | -                                                                   | cap.                                                                |
| 22-3-2018                                                           | Manila                                                              | Filippine                                                           | 3 – 2                                                               | Figi                                                                | Amichevole                                                          | 1                                                                   | 42’                                                                 |
| 5-9-2018                                                            | Suva                                                                | Figi                                                                | 1 – 1                                                               | Isole Salomone                                                      | Amichevole                                                          | 1                                                                   |                                                                     |
| 11-9-2018                                                           | Singapore                                                           | Singapore                                                           | 2 – 0                                                               | Figi                                                                | Amichevole                                                          | -                                                                   | cap. 59’                                                            |
| 24-3-2019                                                           | Lautoka                                                             | Figi                                                                | 1 – 0                                                               | Mauritius                                                           | Amichevole                                                          | 1                                                                   | cap.                                                                |
| 8-7-2019                                                            | Apia                                                                | Tahiti                                                              | 1 – 2                                                               | Figi                                                                | Giochi del Pacifico 2019 - 1º turno                                 | 1                                                                   | cap.                                                                |
| 12-7-2019                                                           | Apia                                                                | Nuova Caledonia                                                     | 1 – 0                                                               | Figi                                                                | Giochi del Pacifico 2019 - 1º turno                                 | -                                                                   | cap.                                                                |
| 15-7-2019                                                           | Apia                                                                | Figi                                                                | 10 – 1                                                              | Tuvalu                                                              | Giochi del Pacifico 2019 - 1º turno                                 | 2                                                                   | 77’                                                                 |
| 18-7-2019                                                           | Apia                                                                | Figi                                                                | 4 – 4                                                               | Isole Salomone                                                      | Giochi del Pacifico 2019 - 1º turno                                 | 2                                                                   | cap. 89’                                                            |
| 20-7-2019                                                           | Apia                                                                | Papua Nuova Guinea                                                  | 1 – 1 dts (3 – 5 dtr)                                               | Figi                                                                | Giochi del Pacifico 2019 - Finale 3º posto                          | 1                                                                   | Cap.                                                                |
| 18-3-2022                                                           | Doha                                                                | Nuova Caledonia                                                     | 1 – 2                                                               | Figi                                                                | Qual. Mondiali 2022                                                 | 1                                                                   | cap.                                                                |
| 21-3-2022                                                           | Doha                                                                | Nuova Zelanda                                                       | 4 – 0                                                               | Figi                                                                | Qual. Mondiali 2022                                                 | -                                                                   | cap. 65’                                                            |
| 24-3-2022                                                           | Doha                                                                | Figi                                                                | 1 – 2                                                               | Papua Nuova Guinea                                                  | Qual. Mondiali 2022                                                 | -                                                                   | cap.                                                                |
| 28-3-2022                                                           | Doha                                                                | Vanuatu                                                             | 1 – 2                                                               | Figi                                                                | Amichevole                                                          | 2                                                                   | cap.                                                                |
| 24-9-2022                                                           | Port Vila                                                           | Figi                                                                | 2 – 2                                                               | Papua Nuova Guinea                                                  | Amichevole                                                          | 1                                                                   | cap.                                                                |
| 27-9-2022                                                           | Port Vila                                                           | Papua Nuova Guinea                                                  | 1 – 0                                                               | Figi                                                                | Amichevole                                                          | -                                                                   | cap.                                                                |
| 30-9-2022                                                           | Port Vila                                                           | Isole Salomone                                                      | 0 – 1                                                               | Figi                                                                | Amichevole                                                          | -                                                                   | cap. 50’                                                            |
| 18-11-2023                                                          | Honiara                                                             | Figi                                                                | 10 – 0                                                              | Isole Marianne Settentrionali                                       | Giochi del Pacifico 2023 - 1º turno                                 | 3                                                                   | cap. 72’                                                            |
| 21-11-2023                                                          | Honiara                                                             | Figi                                                                | 0 – 0                                                               | Tahiti                                                              | Giochi del Pacifico 2023 - 1º turno                                 | -                                                                   | cap. 50’                                                            |
| 21-3-2024                                                           | Honiara                                                             | Isole Salomone                                                      | 0 – 2                                                               | Figi                                                                | Amichevole                                                          | 1                                                                   | cap.                                                                |
| 16-6-2024                                                           | Suva                                                                | Papua Nuova Guinea                                                  | 1 – 5                                                               | Figi                                                                | Coppa d'Oceania 2024 - 1º turno                                     | 1                                                                   | cap.                                                                |
| 19-6-2024                                                           | Suva                                                                | Samoa                                                               | 1 – 9                                                               | Figi                                                                | Coppa d'Oceania 2024 - 1º turno                                     | 2                                                                   | cap.                                                                |
| 22-6-2024                                                           | Suva                                                                | Figi                                                                | 1 – 0                                                               | Tahiti                                                              | Coppa d'Oceania 2024 - 1º turno                                     | 1                                                                   | cap.                                                                |
| 27-6-2024                                                           | Port Vila                                                           | Figi                                                                | 1 – 2                                                               | Vanuatu                                                             | Coppa d'Oceania 2024 - Semifinale                                   | -                                                                   | cap.                                                                |
| 30-6-2024                                                           | Port Vila                                                           | Tahiti                                                              | 2 – 1                                                               | Figi                                                                | Coppa d'Oceania 2024 - Finale 3º-4ºposto                            | 1                                                                   | 46’                                                                 |
| 10-10-2024                                                          | Suva                                                                | Isole Salomone                                                      | 0 – 1                                                               | Figi                                                                | Qual. Mondiali 2026                                                 | 1                                                                   | cap.                                                                |
| Totale                                                              |                                                                     | Presenze (1º posto)                                                 | 57                                                                  |                                                                     | Reti (1º posto)                                                     | 43                                                                  |                                                                     |

## Palmarès

### Calcio

#### Club

##### Competizioni nazionali
- National Football League: 1

Labasa: 2007
- Campionato neozelandese: 6

Waitakere United: 2007-2008, 2009-2010, 2010-2011, 2011-2012, 2012-2013
Auckland City: 2013-2014
- Coppa della Nuova Zelanda: 1

Waitakere United: 2012
- Campionato indiano: 1

ATK: 2019-2020
- Durand Cup: 1

Bengaluru: 2022

##### Competizioni internazionali
- OFC Champions League: 1

Waitakere United: 2007-2008

#### Individuale
- Capocannoniere del campionato neozelandese: 1

2012-2013 (12 gol)
- Capocannoniere dell'A-League: 1

2018-2019 (19 gol)
- Squadra maschile OFC del decennio 2011-2020 IFFHS: 1

2020
- Indian Super League Hero of the League: 1

ATK Mohun Bagan: 2020-2021
- Capocannoniere della Coppa delle nazioni oceaniane: 1

2024 (5 gol)